# Rio Bolovanul (Budac)
O Rio Bolovanul é um rio da Romênia afluente do Rio Budac, localizado no distrito de Bistriţa-Năsăud.